# Мстиславове Євангеліє
Мстисла́вове Єва́нгеліє, Апракос Мстислава Великого — давньоруський кириличний пергаментний рукопис кінця XI — початку XII ст. Найдавніший повний апракос (збірник євангельських читань на всі дні тижня). Містить 213 аркушів, зберігається в Історичному музеї в Москві, Синодальне зібрання, № 1203, опубл. 1983.
Належав князю Мстиславу Великому (старшому синові Володимира Мономаха), час написання — його новгородське князювання (1095—1117). Можливо, переписаний у Києві, у мові спостерігається складне переплетіння південно- та східнослов'янських рис, специфічно новгородські ознаки відсутні. Редакція апракосу — з найбільш поширених на Русі. Написаний уставом золотом та чорним письмом. Існують приписи головного писаря — «Алекси, сина Лазарева», златописаря Жадена та придворного Наслава, що робив у Царгороді (див. Константинополь) для окладу рукопису емалі. Востаннє переплетений 1551, містить запис про реставрацію у Новгороді Великому за царя Івана IV. Прикрашений 4-ма мініатюрами євангелістів, ініціалами та заставками. Оклад коштовний, 1551: на срібну золочену дошку накладено скань, вставлені 16 емалевих іконок кінця XI — XII та XVI ст., 16 напівдорогоцінних каменів та 6 великих перлин. Спершу в окладі, імовірно, було вміщено 12 емалей із зображенням апостолів.
Київське походження євангелія та Олекси підтверджує, на думку дослідників, фонетична система писаря, що ближча до сучасної системи української мови.